# Leptocythere confusa
Leptocythere confusa är en kräftdjursart som först beskrevs av Brady och Norman 1889.  Leptocythere confusa ingår i släktet Leptocythere, och familjen Leptocytheridae. Arten är reproducerande i Sverige.